# Torneo WTA de Valencia 2023
El BBVA Open Internacional de Valencia 2023 fue un torneo de tenis profesional jugado en canchas de tierra batida. Se trató de la 3.ª edición del torneo que formó parte de los Torneos WTA 125s en 2023. Se llevó a cabo en Valencia, España, entre el 12 de junio al 18 de junio de 2023.

## Cabezas de serie

### Individuales
| Tenista           | Ranking | Preclasificada |
| Mayar Sherif      | 54      | 1              |
| Julia Grabher     | 61      | 2              |
| Sara Errani       | 73      | 3              |
| Emma Navarro      | 75      | 4              |
| Kateryna Baindl   | 83      | 5              |
| Panna Udvardy     | 97      | 6              |
| Caroline Dolehide | 101     | 7              |
| Nadia Podoroska   | 103     | 8              |
| Anna Bondár       | 104     | 9              |

- Ranking del 29 de mayo de 2023.

### Dobles
| Tenista                            | Ranking | Preclasificada |
| Aliona Bolsova Andrea Gámiz        | 152     | 1              |
| Angelina Gabueva Irina Khromacheva | 183     | 2              |

## Campeonas

### Individuales femeninos
Mayar Sherif  venció a  Marina Bassols por 6–3, 6–3

### Dobles femenino
Aliona Bolsova /  Andrea Gámiz vencieron a  Angelina Gabueva /  Irina Khromacheva por 6–4, 4–6, [10–7]